# 敷津東
敷津東（しきつひがし）は、大阪府大阪市浪速区の町名。現行行政地名は敷津東一丁目から敷津東三丁目。

## 地理
大阪市浪速区の中央部に位置。西は国道25号を挟んで敷津西、南は戎本町、北は難波中、西は南海本線を挟んで日本橋西および恵美須西にそれぞれ接する。
浪速区の中心地であり、一丁目には浪速区役所が置かれている。

## 歴史
元は西成郡木津村と今宮村のそれぞれ一部。
町名としては、大阪市編入から3年後の1900年（明治33年）に木津敷津町として誕生し、1925年（大正14年）に「木津」の冠称を廃した。
1934年（昭和9年）9月21日、一帯が室戸台風により被災。敷津小学校付近が浸水する被害が生じた。
現行行政地名は1980年（昭和55年）実施で、旧・敷津町の東部、北高岸町、南高岸町、船出町の南部におおむね該当する。

### 地名の由来
海浜地帯の総称とされる敷津に由来する。

## 世帯数と人口
2019年（平成31年）3月31日現在の世帯数と人口は以下の通りである。
| 丁目         | 世帯数    | 人口    |
| ------------ | --------- | ------- |
| 敷津東一丁目 | 274世帯   | 342人   |
| 敷津東二丁目 | 614世帯   | 905人   |
| 敷津東三丁目 | 707世帯   | 996人   |
| 計           | 1,595世帯 | 2,243人 |

### 人口の変遷
国勢調査による人口の推移。
| 1995年（平成7年）  | 859人   | [ 6 ]  |  |
| 2000年（平成12年） | 940人   | [ 7 ]  |  |
| 2005年（平成17年） | 1,103人 | [ 8 ]  |  |
| 2010年（平成22年） | 1,780人 | [ 9 ]  |  |
| 2015年（平成27年） | 2,533人 | [ 10 ] |  |

### 世帯数の変遷
国勢調査による世帯数の推移。
| 1995年（平成7年）  | 426世帯   | [ 6 ]  |  |
| 2000年（平成12年） | 566世帯   | [ 7 ]  |  |
| 2005年（平成17年） | 788世帯   | [ 8 ]  |  |
| 2010年（平成22年） | 1,340世帯 | [ 9 ]  |  |
| 2015年（平成27年） | 1,750世帯 | [ 10 ] |  |

## 事業所
2016年（平成28年）現在の経済センサス調査による事業所数と従業員数は以下の通りである。
| 丁目         | 事業所数  | 従業員数 |
| ------------ | --------- | -------- |
| 敷津東一丁目 | 77事業所  | 3,117人  |
| 敷津東二丁目 | 217事業所 | 2,187人  |
| 敷津東三丁目 | 44事業所  | 816人    |
| 計           | 338事業所 | 6,120人  |

## 施設

クボタ本社

### 公共施設
- 浪速区役所
- 大阪市立敷津小学校
- 木津卸売市場
- Zeppなんば大阪

### 公園
- 高岸公園

### 企業
- クボタ
- ニコニコのり
- ラトックシステム

## 交通

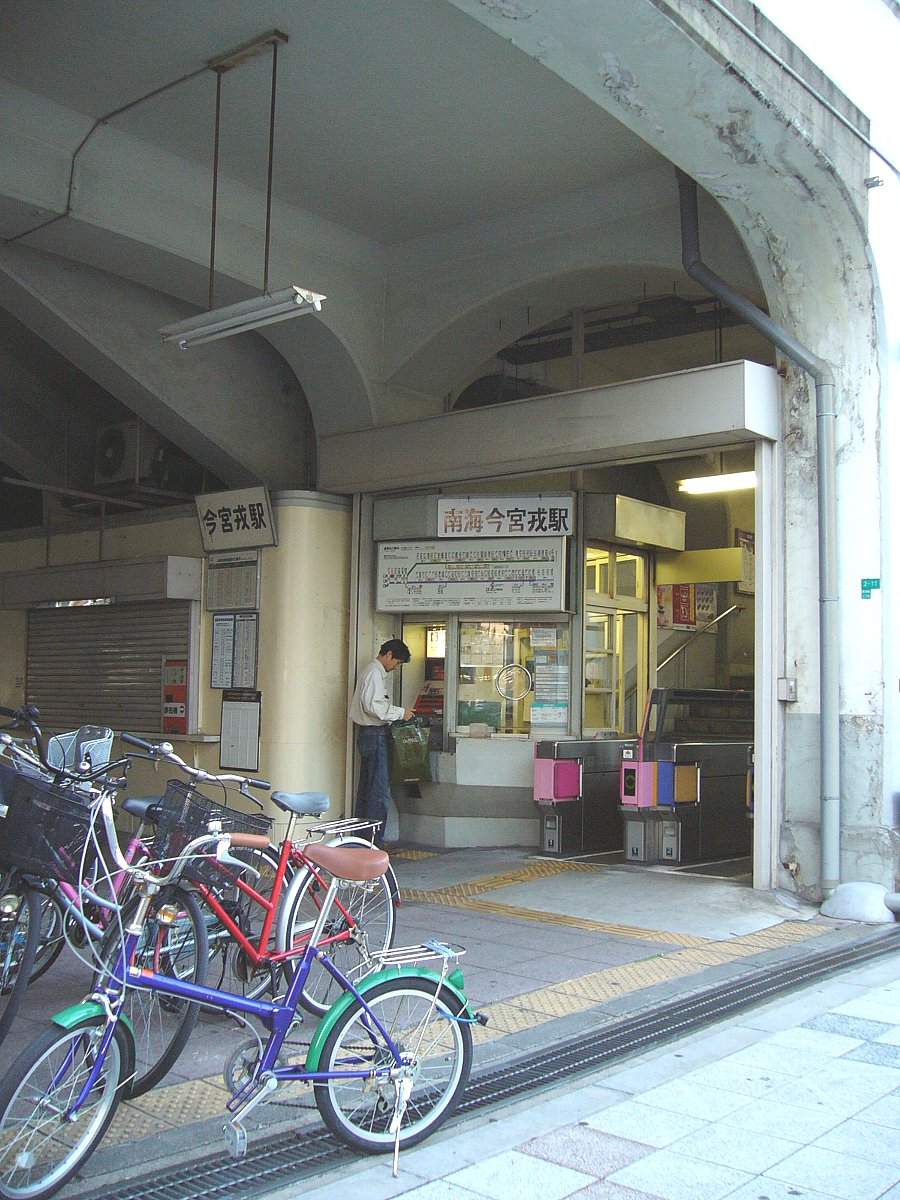
今宮戎駅

### 鉄道
- 南海電気鉄道 今宮戎駅
  - 高野線
- 大阪市高速電気軌道（Osaka Metro） 大国町駅
  - 御堂筋線・四つ橋線

### 道路
高速
- 阪神高速1号環状線
  - なんば出口

国道
- 国道25号

## その他

### 日本郵便
- 〒556-0012[3]（集配局：浪速郵便局[12]）